# Symplocos limoncillo
Symplocos limoncillo o limoncillo es una especie de planta que pertenece a la familia Symplocaceae.

## Clasificación y descripción
Árboles de 7–20 m de alto; las yemas (formaciones semejantes a botones o pequeños conos, a partir de las cuales se desarrollan los tallos, las hojas o las flores) y el raquis de la inflorescencia son moderada a escasamente seríceos (cubierto de pelos finos y cortos que le dan un aspecto y brillo como de seda), los tricomas café-amarillentos y mayormente 0.5–1 mm de largo. Las hojas elípticas a oblanceoladas, 6.6–13.5 cm de largo y 2–7 cm de ancho, ápice agudo a acuminado, base aguda, márgenes crenulados a serrulados, envés glabro o muy escasamente cubierto con tricomas blancos aplicados sobre el nervio principal elevado, típicamente de color amarillo verdoso y nítidas cuando secas; pecíolos 0.7–2 cm de largo. Inflorescencias en racimos cortos, miden de 1.5–4 cm de largo, con 2–6 flores sésiles (que carece de pedúnculo como soporte) o subsésiles, brácteas y bractéolas caducas, elípticas a elíptico-ovadas, 1.5–2 mm de largo y 0.5–1.5 mm de ancho, moderada a escasamente seríceas abaxialmente; lobos del cáliz ovados, 1–2 mm de largo y 1.5–2 mm de ancho en la base, glabros, márgenes ciliados; corola 5-lobada, 8–11 mm de largo, blanca o rosada, tubo 3–4 mm de largo, lobos obovados, glabros; estambres 3-seriados, filamentos connados basalmente por 5–6 mm, adnados a la corola por 4–5 mm en la base, la parte libre 0.5–2.5 mm de largo y 0.25–0.5 mm de ancho; ovario glabro excepto la parte superior moderada a densamente serícea, estilo 7–9 mm de largo, glabro, estigma conspicuo pero irregularmente lobado. Frutos elipsoides a oblongos, (1.2–) 1.5–1.8 cm de largo y (0.8–) 1–1.2 cm de ancho, 3–5-loculares, endocarpo leñoso con perímetro redondeado.

## Distribución y ambiente
Habita en bosque de neblina, en un rango altitudinal de 900-1500 m en México (Oaxaca, Chiapas y Veracruz), Guatemala, Honduras, El Salvador, Nicaragua, Costa Rica y Panamá.